# Попов, Валентин Васильевич
Валенти́н Васи́льевич Попо́в (30 мая 1936 — 18 декабря 1991) — советский и российский театральный актёр, кинорежиссёр, сценарист. Как киноактёр известен своей единственной ролью в фильме Марлена Хуциева «Застава Ильича / Мне двадцать лет» (1964).

## Биография
Родился в Москве. После окончания школы работал на заводе, тогда же в 1950-е участвовал в Народном театре ЗиЛ. Там произошло знакомство с Марленом Хуциевым, тогда ассистентом режиссёра, который позже пригласил «потрясающе обаятельного парня» на роль Сергея Журавлёва. На 26-м Венецианском кинофестивале был отмечен журналом Cinema Nuovo, вручившим ему приз за исполнение главной мужской роли.
Поступил на актёрское отделение Школы-студии при МХАТе, учился на одном курсе с Владимиром Высоцким, Георгием Епифанцевым, Валентином Никулиным. По воспоминаниям однокурсницы Марины Добровольской, в учебных спектаклях он был основным романтическим героем.
По окончании училища в 1960 году играл в спектаклях «Современника» и Театра на Малой Бронной. Актёрская карьера не задалась, и Попов ушёл в режиссуру. В 1969 году он окончил режиссёрский факультет ВГИКа, мастерская Игоря Таланкина. В качестве дипломной работы представил короткометражный фильм «Зинка» (автор сценария Борис Можаев; сорежиссёр Светлана Дружинина). Полнометражный дебют на «Мосфильме» — картина «Бой с тенью» — не стал его удачей. Во время съёмок фильма «На новом месте» режиссёр пережил инфаркт, на съёмках картины «Свидание с молодостью» — инсульт. Получил третью группу инвалидности.
Валентин Попов умер 18 декабря 1991 года в результате инфаркта. Похоронен на Троекуровском кладбище Москвы (участок № 10).

## Фильмография

### Актёр
- 1964 — Застава Ильича / Мне двадцать лет — Сергей Журавлёв

### Режиссёр
- 1969 — Зинка (совместно с С. Дружининой)
- 1972 — Бой с тенью
- 1975 — Вы Петьку не видели?
- 1978 — На новом месте
- 1982 — Свидание с молодостью

Кроме того, им сняты несколько сюжетов к киножурналу «Фитиль»:
- 1970 — Яблоко от яблони (№ 99)
- 1970 — Хобби (№ 102)
- 1973 — Испытание (№ 129)
- 1973 — Тысячный посетитель (№ 132)
- 1973 — Наследник (№ 133)
- 1973 — Нервотрясение (№ 135)
- 1974 — Юморист (№ 144)
- 1974 — Компостер (№ 145)

### Сценарист
- 1970 — В лазоревой степи
- 1982 — Свидание с молодостью

## Комментарии
1. ↑  Своих однокурсников Г. Яловича, В. Попова, Ю. Мочалова Владимир Высоцкий упоминает в одном из ранних стихотворений 1956—1957 годов[1].